# Орликівська сільська рада
О́рликівська сільська́ ра́да — адміністративно-територіальна одиниця та орган місцевого самоврядування в Семенівському районі Чернігівської області. Адміністративний центр — село Орликівка.
У грудні 2019 року приєдналася до Семенівської міської громади.

## Загальні відомості
Орликівська сільська рада утворена у 1930 році.
- Територія ради: 162,39 км²
- Населення ради: 450 осіб (станом на 2001 рік)

## Населені пункти
Сільській раді підпорядковані населені пункти:
- с. Орликівка
- с. Баранівка
- с. Блешня
- с. Мхи
- с. Хандобоківка

## Склад ради
Рада складається з 12 депутатів та голови.
- Голова ради: Гончаров Олександр Васильович
- Секретар ради: Петрова Антоніна Олексіївна

### Керівний склад попередніх скликань
| Прізвище, ім'я, по батькові   | Основні відомості                                                         | Дата обрання | Дата звільнення |
| ----------------------------- | ------------------------------------------------------------------------- | ------------ | --------------- |
| Козіна Ганна Трохимівна       | Сільський голова, 1947 року народження, член Партії регіонів              | 26.03.2006   | 31.10.2010      |
| Гончаров Олександр Васильович | Сільський голова, 1978 року народження, освіта вища, член Партії регіонів | 31.10.2010   |                 |

Примітка: таблиця складена за даними сайту Верховної Ради України

### Депутати
За результатами місцевих виборів 2010 року депутатами ради стали:

#### За суб'єктами висування
| Суб'єкт висування                 | Кількість обраних депутатів | %    |
| --------------------------------- | --------------------------- | ---- |
| Партія регіонів                   | 6                           | 50   |
| Самовисування                     | 4                           | 33,3 |
| Народна партія                    | 1                           | 8,3  |
| Політична партія «Сильна Україна» | 1                           | 8,3  |

#### За округами
| № округу                          | Прізвище, ім'я, по батькові  | Дата визнання обраним | Освіта  | Партійна приналежність                        | Відомості про обраного депутата                                |
| --------------------------------- | ---------------------------- | --------------------- | ------- | --------------------------------------------- | -------------------------------------------------------------- |
| Народна Партія                    |                              |                       |         |                                               |                                                                |
| 10                                | Марченко Василь Григорович   | 03.11.2010            | середня | член Народної партії                          | Орликівське лісництво, лісничий                                |
| Партія регіонів                   |                              |                       |         |                                               |                                                                |
| 6                                 | Протащук Василь Анатолійович | 03.11.2010            | середня | позапартійний                                 | Орликівське лісництво, лісник                                  |
| 7                                 | Шаповал Володимир Вікторович | 03.11.2010            | середня | член Партії регіонів                          | Орликівське лісництво, лісоруб                                 |
| 8                                 | Сайко Марія Миколаївна       | 03.11.2010            | середня | член Партії регіонів                          | тимчасово не працює                                            |
| 9                                 | Потенко Ольга Олександрівна  | 03.11.2010            | середня | член Партії регіонів                          | Баранівський фельдшерсько-акушерський пункт, молодша медсестра |
| 11                                | Дука Ольга Миколаївна        | 03.11.2010            | середня | член Партії регіонів                          | Блешнянський фельдшерсько-акушерський пункт, молодша медсестра |
| 12                                | Шаповал Наталія Григорівна   | 03.11.2010            | вища    | позапартійна                                  | НАСК «Оранта», страховий агент                                 |
| Політична партія «Сильна Україна» |                              |                       |         |                                               |                                                                |
| 4                                 | Берегова Олена Михайлівна    | 03.11.2010            | вища    | член Політичної партії «Сильна Україна»       | Орликівська сільська рада Семеівського району, бухгалтер       |
| Самовисування                     |                              |                       |         |                                               |                                                                |
| 1                                 | Шарая Катерина Михайлівна    | 03.11.2010            | вища    | позапартійна                                  | Орликівська сільська рада Семеівського району, секретар        |
| 2                                 | Петров Михайло Григорович    | 03.11.2010            | середня | позапартійний                                 | Орликівське лісництво, водій                                   |
| 3                                 | Бардакова Ксенія Миколаївна  | 03.11.2010            | середня | член Всеукраїнського об'єднання «Батьківщина» | Орликівське лісництво, помічник лісничого                      |
| 5                                 | Петрова Антоніна Олексіївна  | 03.11.2010            | вища    | позапартійна                                  | Орликівське лісництво, майстер лісу                            |